# Sztancsilovapuszta
Sztancsilovapuszta románul: Stăncilova, falu Romániában, a Bánságban, Krassó-Szörény megyében.

## Fekvése
Újsopot (Şopotu Nou) mellett fekvő település.

## Története
Sztancsilovapuszta ( Stăncilova) korábban Újsopot (Şopotu Nou) része volt. 1910-ben 408 román lakossal. 1956-ban 475 lakosa volt.
Az 1966-os népszámláláskor 478, 1977-ben 465, 1992-ben 442, 2002-ben 402 román lakosa volt.